# Recco
Recco is een gemeente in de Italiaanse provincie Genua (regio Ligurië) en telt 9.696 inwoners (2017). De oppervlakte bedraagt 9,7 km², de bevolkingsdichtheid is 1131 inwoners per km².

## Demografie
Recco telt ongeveer 4774 huishoudens. Het aantal inwoners steeg in de periode 1991-2001 met 0,4% volgens cijfers uit de tienjaarlijkse volkstellingen van ISTAT.
| Jaar | Inwoneraantal |
| ---- | ------------- |
| 1991 | 10.147        |
| 2001 | 10.191        |

## Geografie
Recco grenst aan de volgende gemeenten: Avegno, Camogli, Rapallo, Sori.

## Geboren
- Geminio Ognio (1917-1990), waterpolospeler
- Franco Lavoratori (1941-2006), waterpolospeler

## Galerij

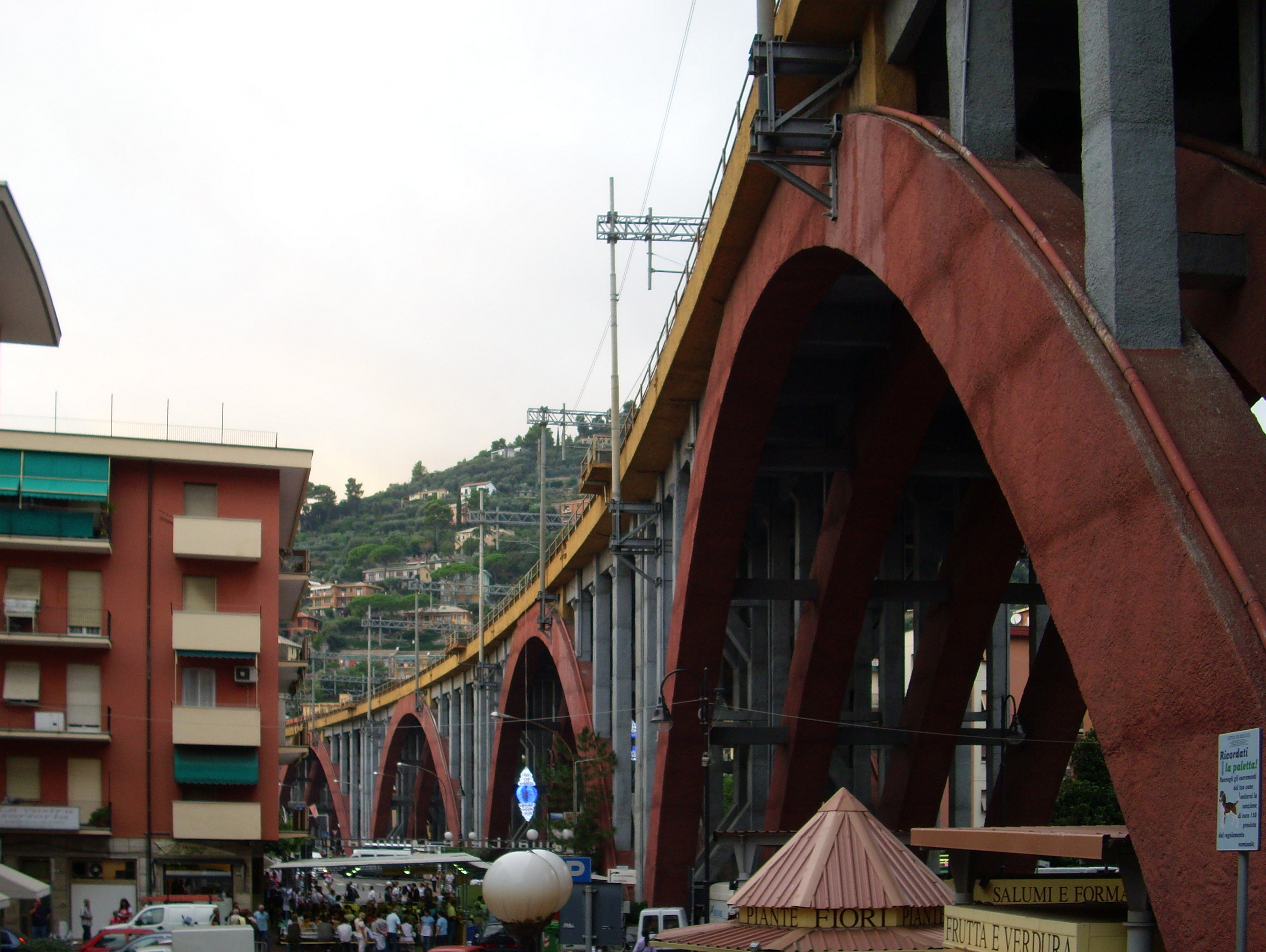
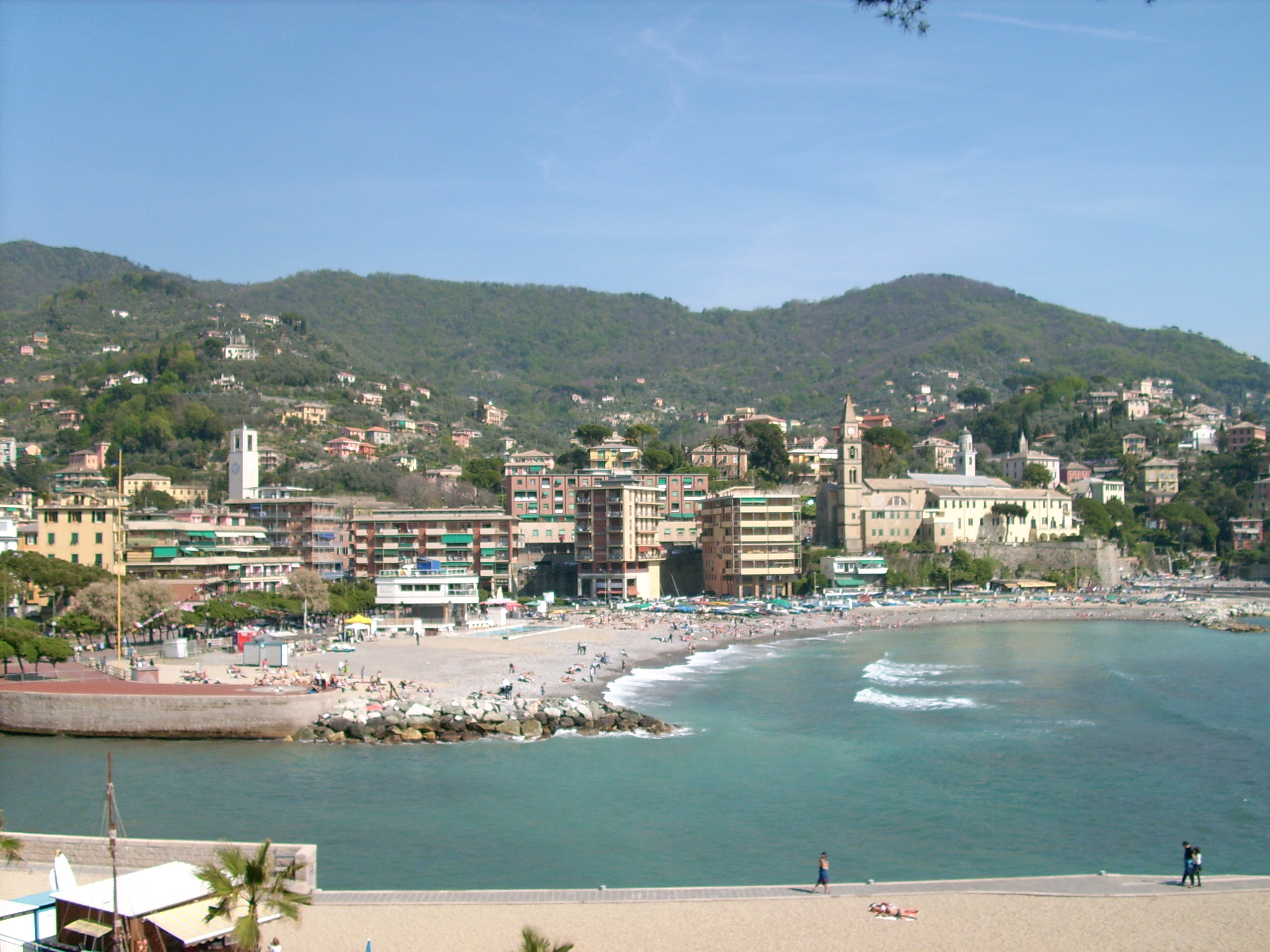
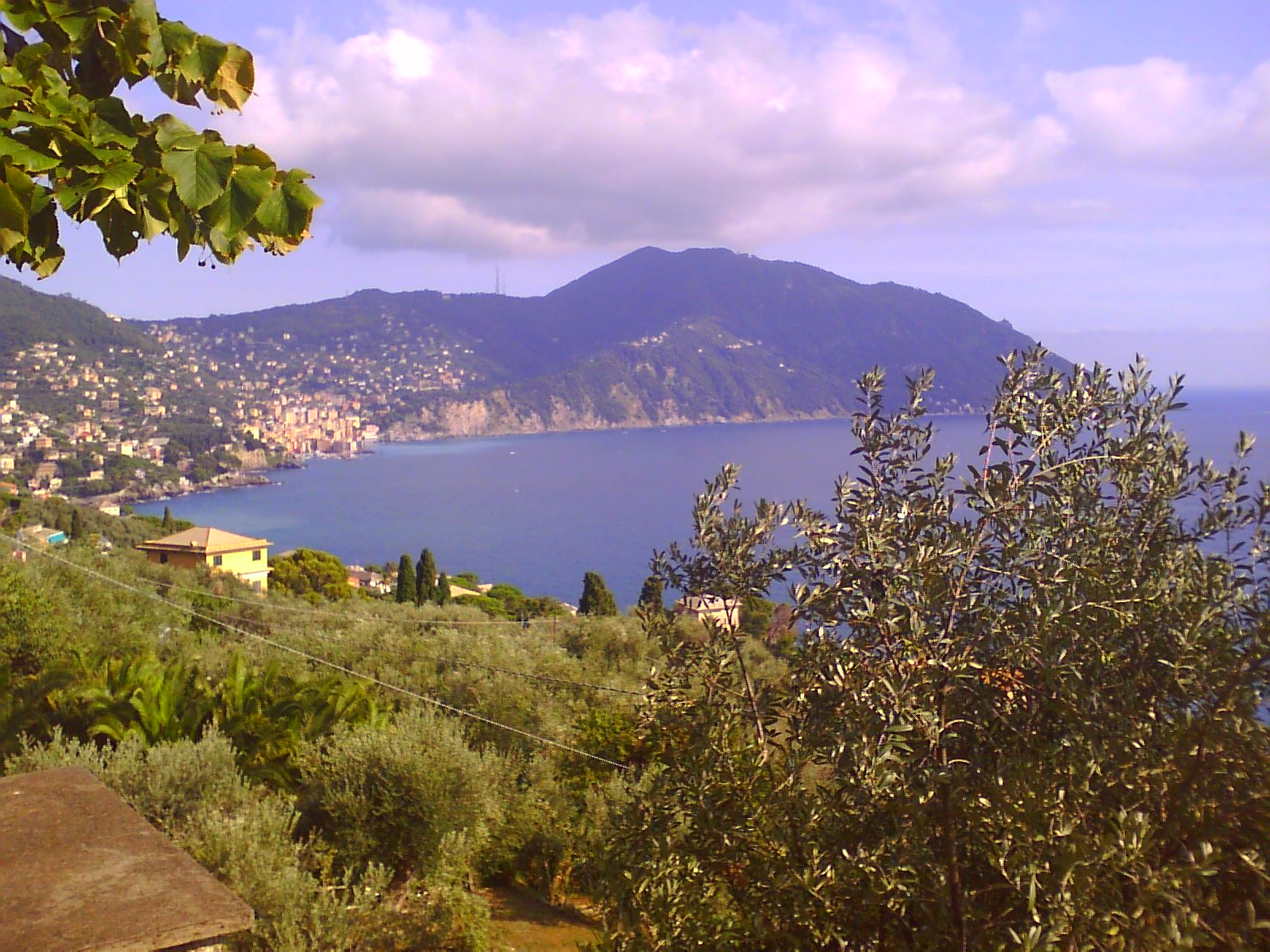
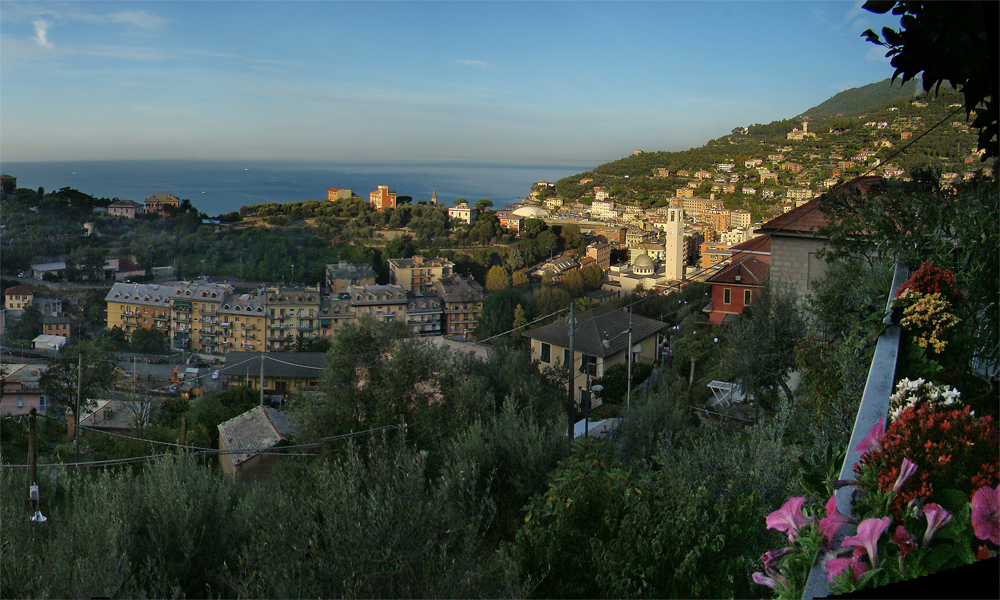
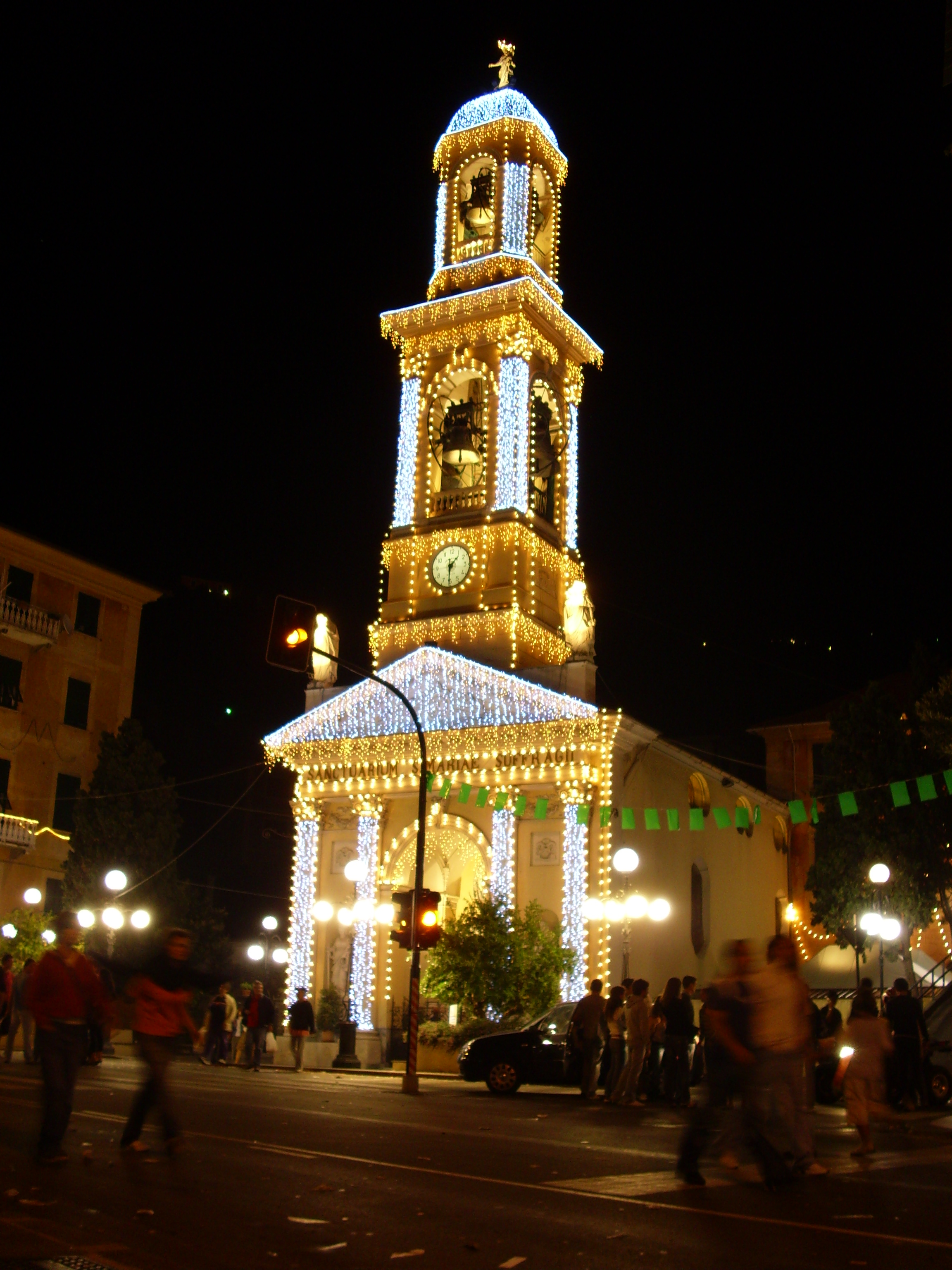
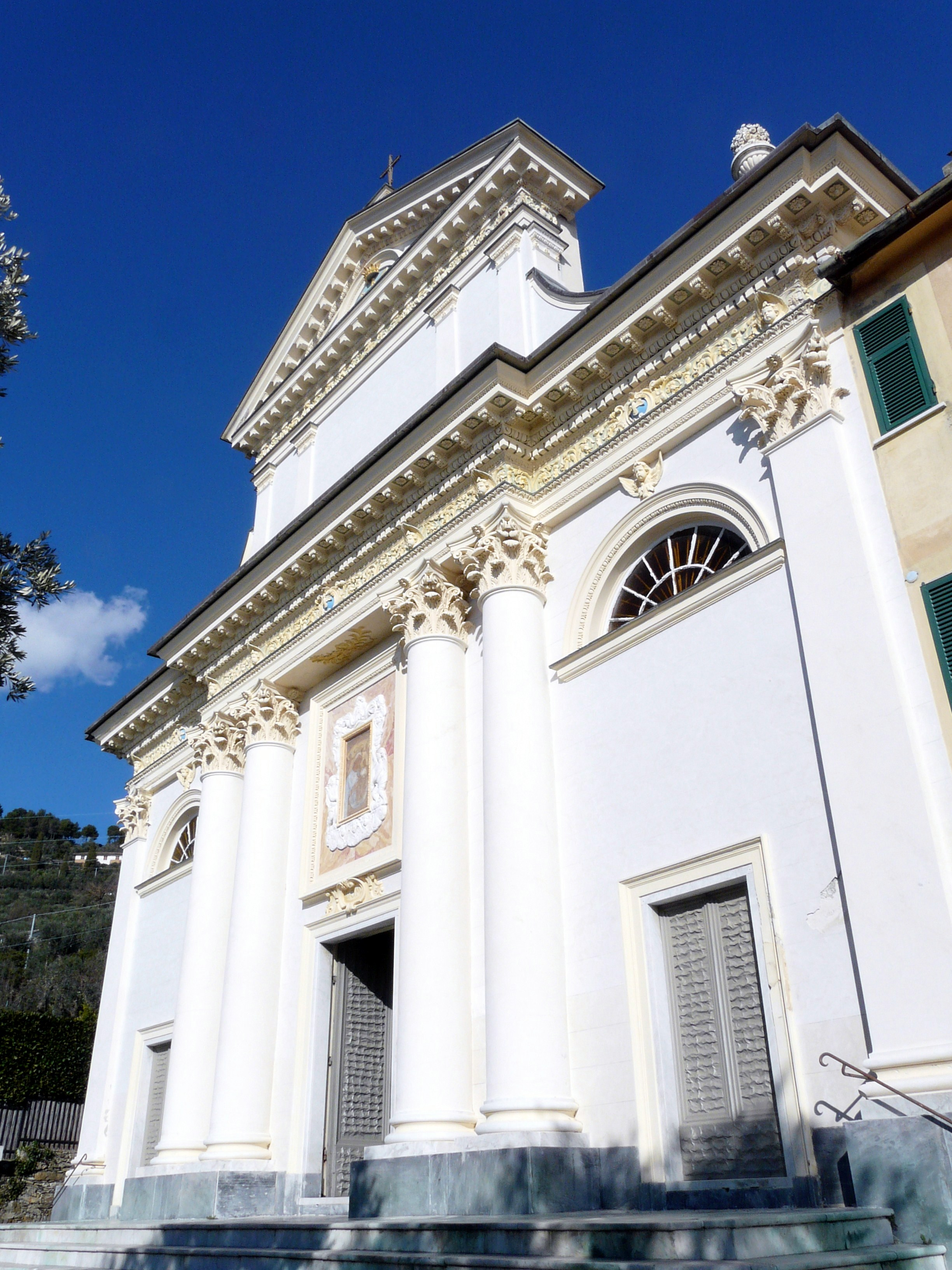
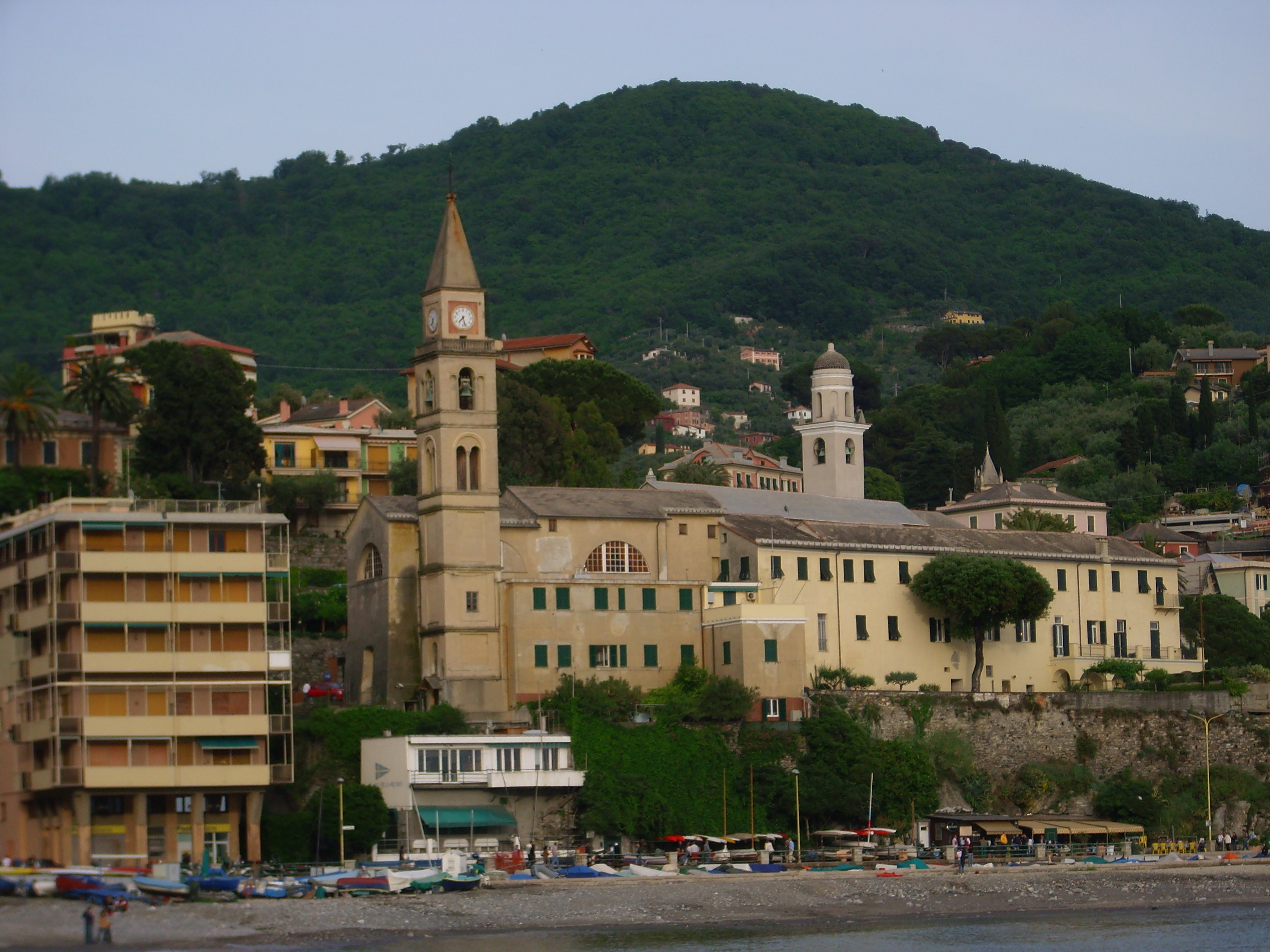
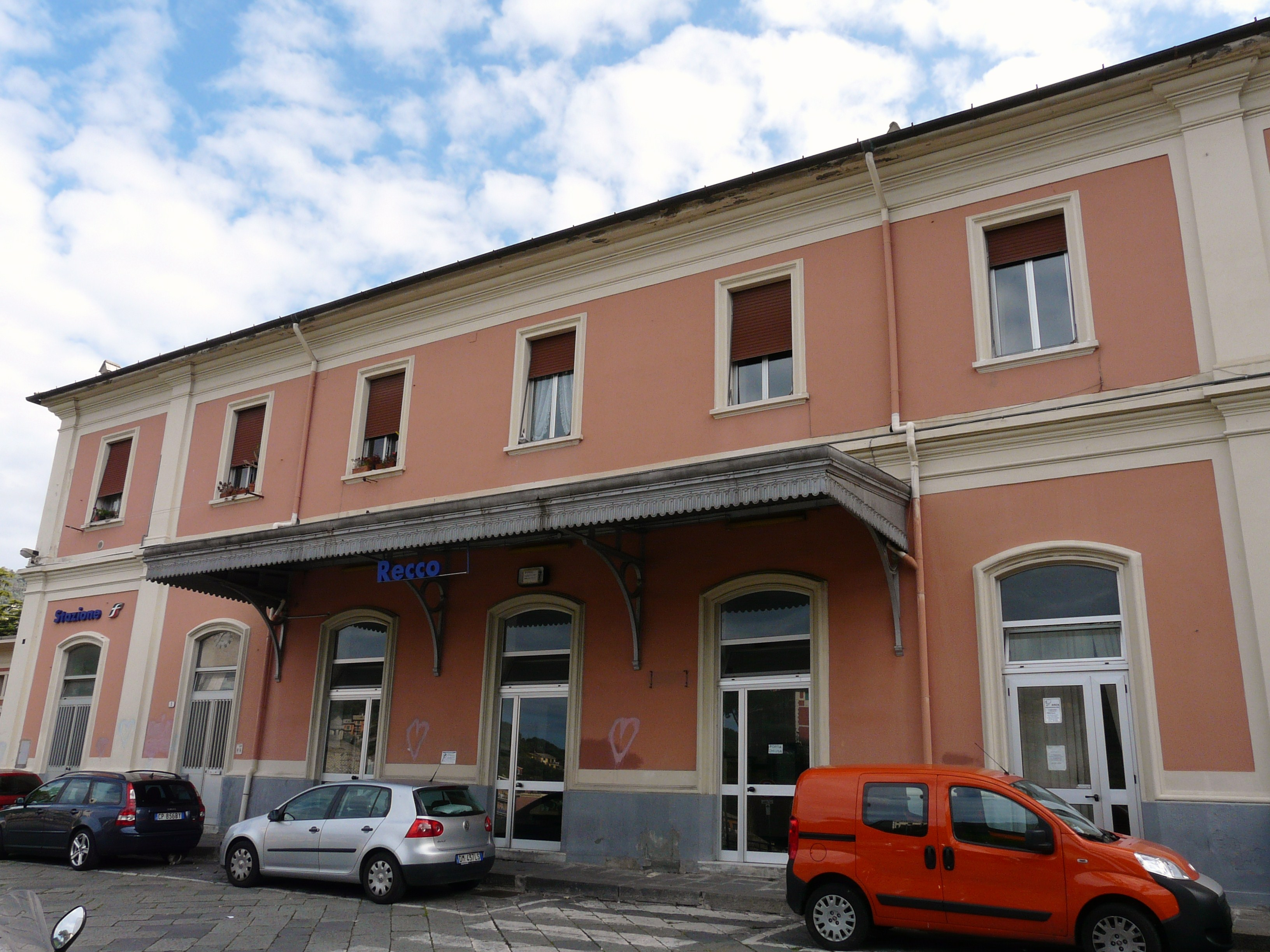